# ویلنهال
latitudeویلنهالlongitudeویلنهال
ویلنهال (به انگلیسی: Willenhall) یک شهرک در بریتانیا است که در انگلستان واقع شده‌است.

## خصوصیات
ویلنهال ۴۰٬۰۰۰ نفر جمعیت دارد.

## خواهرخوانده
شهر درانسی خواهرخواندهٔ ویلنهال هست.